# Bart Leroy
Bart Peter Leroy (ur. 1966) – belgijski okulista i genetyk, od 2009 profesor nadzwyczajny genetyki medycznej oraz elektrofizjologii widzenia Uniwersytetu Gandawskiego. Specjalizuje się w dziedzicznych chorobach oczu.

## Życiorys
Studia medyczne ukończył w 1992 na Wydziale Medycznym Uniwersytetu Gandawskiego i na tej uczelni ukończył kurs specjalizacyjny z okulistyki (1997) oraz obronił doktorat (2006). W latach 1998–2001 odbył staż naukowy z zakresu dziedzicznych chorób siatkówki, elektrofizjologii widzenia oraz genetyki molekularnej w londyńskim szpitalu okulistycznym Moorfields (ang. Moorfields Eye Hospital) oraz w Institute of Ophthalmology University College London. Od 2001 pracuje na oddziale okulistycznym oraz w centrum genetyki medycznej szpitala uniwersyteckiego w Gandawie. Poza Gandawą od 2013 pracuje także w klinice okulistyki oraz w centrum terapii komórkowych i molekularnych dziecięcego szpitala uniwersyteckiego University of Pennsylvania w USA (pełni funkcję dyrektora kliniki genetyki okulistycznej oraz zwyrodnień siatkówkowych).
Artykuły publikował w takich czasopismach jak m.in. „Ophthalmology", „Investigative Ophthalmology & Visual Science", „Ophthalmic Research" oraz „Ophthalmic Genetics".
Należy do szeregu towarzystw naukowych: Association for Research in Vision and Ophthalmology (ARVO), European Organisation for Vision & Eye Research (przewodniczący w 2015), International Society for Genetic Eye Disease & Retinoblastoma, Société de la Génétique Ophtalmologique Francophone oraz Academia Ophthalmologica Belgica.